# 2056
2056 — високосний рік за григоріанським календарем. Це 2056 рік нашої ери, 56 рік 3 тисячоліття, 56 рік XXI століття, 6 рік 6-го десятиліття XXI століття, 7 рік 2050-х років.

## Вигадані події
- Події фільму 2008 року «Ріпо! Генетична опера» (англ. Repo! The Genetic Opera) відбуваються 2056 року.